# Ocoee
Ocoee é uma cidade localizada no estado americano da Flórida, no condado de Orange. Foi incorporada em 1923.

## Geografia
De acordo com o United States Census Bureau, a cidade tem uma área de 40,6 km², onde 38,1 km² estão cobertos por terra e 2,5 km² por água.

### Localidades na vizinhança
O diagrama seguinte representa as localidades num raio de 8 km ao redor de Ocoee.

## Demografia
Segundo o censo nacional de 2010, a sua população é de 35 579 habitantes e sua densidade populacional é de 933,86 hab/km². Possui 12 802 residências, que resulta em uma densidade de 336 residências/km².